# Kalle Arantola
Kalle Reino Arantola (* 24. September 1913 in Sotkamo; † 12. Februar 1940 in Kuhmo) war ein finnischer Skisportler.
Bei den Olympischen Winterspielen 1936 war er als Soldat Teilnehmer der finnischen Mannschaft beim Demonstrationsbewerb Militärpatrouille, die in dieser Disziplin die Silbermedaille gewann. Er fiel am 12. Februar 1940 während der Schlacht von Kuhmo.